# Сурковский сельсовет (Новосибирская область)
Сурковский сельсовет — сельское поселение в Тогучинском районе Новосибирской области Российской Федерации.
Административный центр — село Сурково.

## История
Сурковский сельский Совет образован путём выделения из Останинского сельского Совета решением Новосибирского областного Совета депутатов трудящихся № 840 от 12 июля 1944г. Первым председателем был Шерстобоев Василий Афанасьевич. Само с. Сурково, давшее название сельсовету, образовалось в середине XIX века из заимки Суркова. Расположено оно в 12 км от г. Тогучина и 120 км. от г. Новосибирска на берегах речки Тогучинка.
Первые поселенцы братья Балаганские селились на возвышенном местечке, называемом «Камень», а переселенцы из Подольской губернии Шерстобоевы поселились на правом берегу Тогучинки, там где в нее впадает речка Боровлянка. Каждый второй житель села носил фамилию либо Балаганский, либо Шерстобоев. Село росло и развивалось. Появилась начальная школа, магазин, увеличивалось и население. Но начавшаяся в 1918г. Гражданская война перечеркнула надежды на мирную жизнь. Войска Колчака вели боевые действия в Сибири. В с. Верх-Ачино против колчаковцев действовал партизанский отряд. Скромный обелиск с красной звездой на территории бывшей
д. Жарковка напоминает о расстреле колчаковцами троих мирных жителей.
После окончания Гражданской войны на территории сельсовета стали появляться первые коммуны.
Своё развитие с. Сурково получило после образования Сурковской МТС в апреле 1940г. Эта МТС обслуживала все близлежащие колхозы. Когда началась Великая Отечественная война, жители сёл и посёлков стали уходить на фронт. 320 Сурковчан не вернулись с войны. В 1973г. по инициативе бывшего председателя сельсовета, фронтовика, Василькова К.Д., возле строящегося здания новой школы был открыт памятник воинам-сурковчанам, погибшим в годы Великой Отечественной войны. Такие же памятники были открыты в с. Долгово и п. Русско-Семеновский.
В середине 50-70 гг. XX века меняется жизнь в селе. В связи с реорганизацией МТС и  укрупнением колхозов появились совхозы «Сурковский», «Долговский» и плодово-ягодный сохоз «Семеновский». Трудовые достижения работников совхозов были оценены по достоинству государством. Многие механизаторы и животноводы совхоза «Сурковский» были награждены орденами и медалями: доярка Ферстяева В.И., телятницы Кондратенко Т.И. и Райхерт А.Г., техник по воспроизводству стада Ланг Л.В..
В настоящее время в состав Сурковского сельсовета входят с. Сурково, д. Долгово, д.Осиновка, д. Останино, п. Русско-Семеновский, д. Верх-Ачино и п. Красный Выселок.
Территория сельсовета занимает площадь около 13 тысяч гектаров. В настоящее время на этой территории проживает 1614 человека. Основным видом экономической деятельности на территории сельсовета является сельское хозяйство. Эту отрасль представляют ООО «Сиб-Колос», возглавляемое Б.М. Невзоровым, СПК «Семеновское», возглавляемое  С.М.Гундаревым, СПК «Истоки», возглавляемое В.А. Козик. Также имеются несколько фермерских хозяйств в Долгово, Останино, Осиновке.
15 марта 1957 года решением исполнительного комитета Тогучинского районного  Совета депутатов трудящихся № 46,№ 48, № 50, № 53, №54 на базе колхозов «Социалистическая стройка», «Путь к коммунизму», «Парижская коммуна», имени Шевченко, «Победа», входивших в Сурковскую МТС, был создан совхоз «Сурковский».
Директором МТС назначен Михаил Никифорович Голубенко.
В 1961 году в состав совхоза входило 22 населенных пункта.
Всего земли было в этих пунктах 40,4 тыс.га., в т.ч. пашни 11,4 тыс.га.
К моменту полного объединения всех колхозов в совхозе насчитывалось всего 2989 голов скота, в т.ч. 904 коровы, 2137 свиней, 2070 овец, 883 лошади, 363 пчелосемьи.
Во всех колхозах обработка земли и уборка урожая производилась с помощью МТС, которую на момент создания совхоза возглавлял Николай Григорьевич Соруков.
В МТС насчитывалось 60 тракторов, в т.ч. 43 гусеничных, 49 зерноуборочных комбайнов (как прицепных, так и самоходных).
В 1957 году совхоз «Сурковский» вместе с колхозом имени Жданова производили и продавали государству 46,2 тыс.цен. хлеба, 10,7 тыс.цен. молока, 14000 ц. мяса, 2080 ц. тресты конопли, 5 ц. мёда.
Средняя урожайность составляла 8,7 ц. зерна с гектара. Надой на корову был 1646 кг.
В период организации совхоза в 22 населенных пунктах проживало 5010 человек, из них было 1773 человека трудоспособных.
В сложных условиях пришлось работать первому директору совхоза Михаилу Никифоровичу Голубенко, на долю которого выпало проведение всех организационных и  политических мероприятий по объединению колхозов.
Первыми специалистами совхоза были:
Александр Сергеевич Разгоняев  — главный агроном;
Эдуард Львович Обидор  — главный ветеринарный врач (впоследствии ставший научным сотрудником  ВАСХНИЛа, кандидат ветеринарных наук);
Архип Ефремович Козлов, Леонид Алексеевич Кабачек  — главные инженеры;
Александр Алексеевич Чичков – главный бухгалтер.
В то время вместе с ними трудились заведующий мастерской Павел Александрович Моисеев, зав.гаражом Михаил Никифорович Алексеев, механик по сельхозмашинам Яков Константинович Рылов. В кузнице с ручным молотом ремонтировали механизаторы в срок трактора, автомобили и другие сельхозмашины.
Партийную организацию долгое время  возглавлял Иван Андреевич Анохин. Затем ему на смену пришли Иванченко Илья Фадеевич, Шугаев Павел Денисович.
    Особым доверием коллектива пользовался следующий директор совхоза – Иван Игнатьевич  Бочкевич (1961-1969).
За эти годы в хозяйстве увеличилось производство продукции, выросла урожайность зерновых, продуктивность общественного животноводства. Он много и умело строил .В этот период хозяйство славилось тем, что в силу экономного вложения средств в развитие основных производственных фондов, себестоимость неуклонно снижалась. Деятельность хозяйства и его руководителя ставилась в пример на районных совещаниях. Вместе с Бочкевичем И.И. работали:
Главным инженером Трофимчук Арнольд Денисович,
Главным агрономом  Лях Виталий Максимович.
С 1969 года по 1973 год директором совхоза был строгий, требовательный Лях Виталий Максимович.
Далее совхозом «Сурковский» руководили:
Калачев  Леонид Геннадьевич       —  1973 – 1978 гг.
Выжитович Владимир Ильич        —  1978 —  1989 гг.
Макаров Станислав Васильевич  — 1989 —  1995 гг.
Воробьев Михаил Иванович            — 1995 —  2005 гг.
Более  десяти лет совхоз возглавлял Выжитович Владимир Ильич. За время его руководства построен новый двор на 800 голов КРС, проведена полная реконструкция животноводческих помещений. Все животноводческие дворы были соединены  молокопроводом. Сливкоотделение, площадки для откорма телят, летние дойки, АВМ, где производили витаминно-травяную муку, кормоцех, зерносклады, напольная сушилка, асфальтирование тока, единственный в районе пункт  осеменения телок, замечательный дом животноводов со столовой, сауной, актовым залом – вот далеко не все, что появилось в совхозе при руководстве Выжитович В.И. Под его руководством здание старой конторы было реконструировано под общежитие, комнаты которого – первое жилье многих молодых семей. Асфальтированная дорога по улице Центральной, жилые дома – все это дела умелого хозяйственника, кандидата сельскохозяйственных наук В.И. Выжитовича.
Уже не работая в совхозе, В.И.Выжитович написал прекрасный очерк «Лина» о селе, его жителях, который напечатан в газете «Ленинское знамя» за 2003 год.
20 октября 2005 г. совхоз «Сурковский» прекратил своё существование.
С 21 октября 2005 г. это закрытое акционерное общество «Сиб-Колос».
20 марта 2006 г. произошла реорганизация, ЗАО «Сиб-Колос» переименовано в общество с ограниченной ответственность «Сиб-Колос», директор Дралюк Игорь Иванович. 
Статус и границы сельского поселения установлены Законом Новосибирской области от 2 июня 2004 года № 200-ОЗ «О статусе и границах муниципальных образований Новосибирской области»

## Население
| 2002  | 2010  | 2012  | 2013  | 2014  | 2015  | 2016  |
| ----- | ----- | ----- | ----- | ----- | ----- | ----- |
| 1705  | ↘1318 | ↘1226 | ↘1185 | ↘1182 | ↘1160 | ↘1156 |
| 2017  | 2018  | 2019  | 2020  | 2021  |       |       |
| ↘1139 | ↘1119 | ↘1117 | ↘1096 | ↘1077 |       |       |

## Состав сельского поселения
| № | Населённый пункт   | Тип населённого пункта       | Население |
| - | ------------------ | ---------------------------- | --------- |
| 1 | Верх-Ачино         | деревня                      | 28        |
| 2 | Долгово            | деревня                      | ↘211      |
| 3 | Красный Выселок    | посёлок                      | 16        |
| 4 | Осиновка           | деревня                      | 6         |
| 5 | Останино           | деревня                      | ↘36       |
| 6 | Русско-Семёновский | посёлок                      | 260       |
| 7 | Сурково            | село, административный центр | 620       |

### Упразднённые населённые пункты
Калужский — упразднённый в 1986 году посёлок